# Clytus lama
Clytus lama là một loài bọ cánh cứng trong họ Cerambycidae.